# Río de la Peña
Río de la Peña är ett vattendrag i Spanien.   Det ligger i provinsen Provincia de Sevilla och regionen Andalusien, i den södra delen av landet, 400 km söder om huvudstaden Madrid.